# Schizophonic
Schizophonic – debiutancki album brytyjskiej wokalistki Geri Halliwell. Został wydany dnia 7 czerwca 1999 przez wytwórnię EMI Records. Longplay dotarł do 4. miejsca Uk Albums Chart. Spośród jej dotychczasowych albumów odniósł największy sukces.
Album promowały 4 single (wszystkie oprócz Look At Me, które zajęło 2. miejsce na UK Singles Chart, zajęły najwyższą pozycję): 
- Look At Me (wydany 10 maja 1999 r.)
- Mi Chico Latino (wydany 16 sierpnia 1999 r.)
- Lift Me Up (wydany 1 listopada 1999 r.)
- Bag It Up (wydany 13 marca 2000 r.)

Album posiada dwie wersje okładki: 
- białą- symbolizującą anioła, z aureolą nad "O";
- czerwoną- symbolizującą diabła, z rogami na "O".

Na spisie piosenek zostały one wyróżnione kolorami odpowiednio do charakteru ("diabelskie" na czerwono, "anielskie" na biało).
Na biało wyróżniono: Lift Me Up, Walkaway, Sometimes, Let Me Love You i Someone's Watching Over Me.
Na czerwono zaś: Look At Me, Mi Chico Latino, Goodnight kiss, Bag It Up i You're In A Bubble.

## Lista utworów
| #   | Tytuł                        | Autor(zy) tekstów                    | Producent (-ci) | Długość |
| --- | ---------------------------- | ------------------------------------ | --------------- | ------- |
| 1.  | "Look at Me"                 | Halliwell, Watkins, Wilson           | Absolute        | 4:31    |
| 2.  | "Lift Me Up"                 | Halliwell, Watkins, Wilson, Ackerman | Absolute        | 3:52    |
| 3.  | "Walkaway"                   | Halliwell, Watkins, Wilson, Ackerman | Absolute        | 5:03    |
| 4.  | "Mi Chico Latino"            | Halliwell, Watkins, Wilson           | Absolute        | 3:16    |
| 5.  | "Goodnight Kiss"             | Halliwell, Watkins, Wilson           | Absolute        | 4:20    |
| 6.  | "Bag It Up"                  | Halliwell, Watkins, Wilson           | Absolute        | 3:46    |
| 7.  | "Sometime"                   | Halliwell, Watkins, Wilson           | Absolute        | 4:01    |
| 8.  | "Let Me Love You"            | Halliwell, Watkins, Wilson           | Absolute        | 3:45    |
| 9.  | "Someone's Watching Over Me" | Halliwell, Watkins, Wilson, Ackerman | Absolute        | 4:15    |
| 10. | "You're in a Bubble"         | Halliwell, Watkins, Wilson           | Absolute        | 3:27    |

## Notowania
| Lista przebojów (1999)            | Najwyższa pozycja "Schizophonic" Chart Positions. spiceheart.com. [zarchiwizowane z tego adresu (2008-04-16)]. |
| --------------------------------- | --- |
| UK Albums Chart                   | 4 |
| European Albums Chart             | 10 |
| Finnish Album Chart               | 11 |
| Mexican Album Chart               | 11 |
| Mexican Internatioanl Album Chart | 6 |
| Canadian Album Chart              | 15 |
| Italian Album Chart               | 17 |
| New Zealand Album Chart           | 19 |
| Australian Album Chart            | 22 |
| Spanish Album Chart               | 23 |
| World Album Chart                 | 25 |
| U.S. Billboard Top 200            | 42 |
| French Album Chart                | 50 |
| German Album Chart                | 52 |
| Japanese Album Chart              | 85 |